# Klimatpolitik

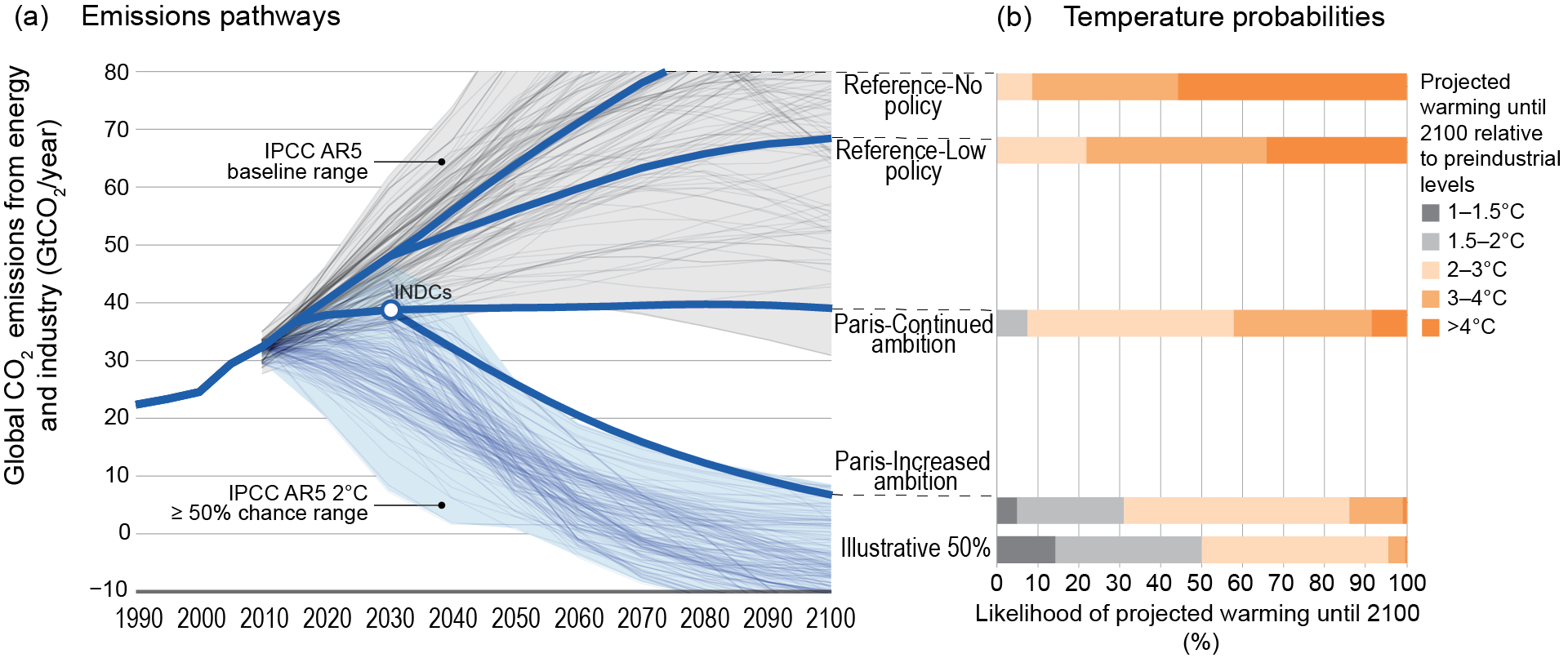
(a) Fyra scenarior för världens framtida CO_{2}-utsläpp från energi och industri: Ingen klimatpolitik, samma klimatpolitik som innan Parisavtalet 2015, INDC (regeringars frivilliga åtaganden om sänkta CO_{2}-utsläpp vid uppstarten av klimatkonferensen i Paris) samt Parisavtalets tvågradersmål genom förhöjt tempo efter 2030. (b) Uppskattad sannolikhetsfördelning av ökningen av den globala medeltemperaturen från innan industrialiseringen fram till år 2100.

Klimatpolitik är lagar, budgetar och andra politiska åtgärder för att både minska global uppvärmning och anpassa samhället till de beräknade följderna av klimatförändringar. Den bygger på att mänskliga utsläpp av växthusgaser orsakar klimatförändringar och den ökade temperaturen i atmosfären, kallad växthuseffekten, som väntas fortsätta i framtiden.
I den internationella klimatpolitiken läggs stor vikt vid långsiktiga utfästelser i form av utsläpps- och klimatlöften eller mål, uttryckta genom förhandlingar om avtal och konventioner mellan stater för att minska utsläppen av framförallt växthusgaser.  FN:s klimatkonferenser (COP) och EU är exempel på sådana politiska forum för diskussioner som arbetar nationsöverskridande med dessa frågor. Forskare inom FN:s klimatpanel bistår denna process med utvärderingsrapporter, och beräknar bland annat koldioxidbudgetar som krävs för att begränsa uppvärmningen till politiskt beslutade temperaturmål. Några länder har kommit överens om utsläppsrätter och klimatkvoter, till stor del som följd av Kyotoprotokollet som trädde i kraft 2005. Klimatmål är också en del av globala målen för hållbar utveckling (Agenda 2030) beslutade av FN:s generalförsamling. De globala målen innefattar att rika länder har åtagit sig att delfinansiera fattigare länders klimatanpassning och utsläppsbegränsning genom klimatfonder såsom FN:s gröna klimatfond och genom lån.
Inom EU och på nationellt plan överlappar klimatpolitiken med energi-, industri-, infrastruktur-, trafik-, bistånds-, forsknings-, handels- och utrikespolitiken.  Ett centralt ämne i EU:s och enskilda länders klimatmål är handlingsplaner för hur snabbt länder ska ersätta användningen av fossila bränslen inom industri-, transport- och energisektorerna med förnybara energikällor, och hur redan gjorda utsläpp ska hanteras genom klimatkompensation så att netto-noll-utsläpp nås.
Det finns flera hållningar inom klimatpolitiken. Den dominerande inställningen i Europas länder är att utsläppen av växthusgaser, främst koldioxid, bör reduceras för att undgå en alltför kraftig förändring i jordens klimat. Vissa länder förespråkar emellertid en mer återhållsam klimatpolitik där man bör undvika internationella klimatpolitiska åtgärder.[förklaring behövs][källa behövs] Detta gäller framför allt regeringar i USA, Australien och Saudiarabien.[källa behövs]

## I Sverige
Sveriges koldioxidskatt infördes 1991, och har bidragit till ett skifte från fossila bränslen till biobränslen för uppvärmning samt effektivare energianvändning. Skattenivån 2020 var cirka 1,15 kronor per kg koldioxid, vilket är drygt 20 gånger högre än priset på EU:s utsläppsrätter.
Sveriges riksdag beslöt 2009 att Sverige ska minska sina utsläpp med upp till 40 procent till 2020 jämfört med 1990.
En granskningsrapport av Riksrevisionen februari 2020 visade att de styrmedel som Sveriges regeringar infört sedan 2006 för att öka andelen miljöbilar har saknat fullgoda konsekvensanalyser av samhällsekonomiska och miljömässiga effekter. Granskningen visade att det har varit förhållandevis dyra och ineffektiva sätt att minska transportsektorns koldioxidutsläpp. Det saknades även plan för uppföljning och utvärdering.

### Sverige
- Sveriges klimatmål
- Sveriges miljömål: Begränsad klimatpåverkan
- Klimatförändring i Sverige#Klimatmål
- Klimatpolitiska rådet
- Reduktionsplikten
- Regeringen Löfven I#Miljö- och klimatpolitik
- Regeringen Löfven II#Klimat- och miljöpolitik
- Tidöavtalet#Klimat och energi
- Regeringen Kristerssons klimatpolitik
- Sveriges miljöpolitik